# Trnová (kraj środkowoczeski)
Trnová – wieś i gmina w Czechach, w powiecie Praga-Zachód, w kraju środkowoczeskim. Według danych z dnia 1 stycznia 2013 liczyła 252 mieszkańców.